# تخفیفان
تخفیفان نخستین وبگاه خرید گروهی در ایران است که در سال ۱۳۹۰ توسط نازنین دانشور و نگین دانشور تأسیس شد. این شرکت در سال ۱۳۹۸ با نت‌برگ، دیگر وبگاه تخفیف گروهی فعال در ایران ادغام شد، اما پیرو یک پروندهٔ حقوقی، ادغام این دو شرکت در سال ۱۴۰۱ لغو شد.
دانشور در سال ۱۳۹۷ به‌واسطهٔ تأسیس این شرکت موفق به کسب جایزهٔ کارآفرین جوان از کنفدراسیون اتاق‌های بازرگانی و صنعت آسیا و اقیانوسیه شد.

## تاریخچه
تخفیفان در سال ۱۳۹۰ توسط نازنین دانشور در تهران بنیان‌گذاری شد. دانشور مدتی در آلمان برای شرکت گروپون کار می‌کرد که یک سرویس مشابه تخفیفان بود. در همان زمان برای پایه‌گذاری یک سرویس مشابه در ایران به‌دنبال جذب سرمایه از خارج ایران بود، اما به‌دلیل شرایط سیاسی، موفق به این کار نشد. او مدتی در آلمان به‌همراه دوستانش بر روی این پروژه کار کرد و سپس در مرداد ۱۳۹۰ به ایران آمد و به‌همراه خواهرش نخستین دفتر کار تخفیفان را تأسیس کرد. فروش بلیت یک کنسرت در اریکه ایرانیان از نخستین تخفیف‌هایی بود که از طریق این وبگاه ارائه شد.
در سال ۱۳۹۵ شرکت سرآوا در این پروژه سرمایه‌گذاری کرد که منجر به توسعهٔ فعالیت‌های تخفیفان شد. دانشور مدعی است که در سال ۱۳۹۷ «۷۵ درصد از بازار فروش گروهی و تخفیفی ایران» به این پروژه اختصاص داشته‌است.

### حواشی ادغام با نت‌برگ
در بهمن ۱۳۹۸ تخفیفان و نت‌برگ، که یک وبگاه تخفیف گروهی دیگر است، با یکدیگر ادغام شدند و مدیریت آن‌ها به دانشور محول شد. اما در پی شکایت شرکت تخفیش، در دی ۱۴۰۱ شرکت آرمان فناوری هوشمند آریا، که پیشتر مالکیت این دو نام تجاری را کسب کرده بود، از سوی شورای رقابت به‌دلیل «ارتکاب رویه ضدرقابتی» به جریمهٔ نقدی محکوم شد و ادغام این دو نام تجاری نیز فسخ شد.

## خدمات

### طرح دماسنج
تخفیفان در سال ۱۳۹۹ پروژهٔ «دماسنج» را راه‌اندازی کرد. این پروژه در واقع بخشی مشابه شبکه‌های اجتماعی در وبگاه تخفیفان بود که برای تبلیغ تخفیف‌های کسب و کارهای آنلاین و آفلاین توسط کاربران و مشتری‌های آن‌ها در دوران دنیاگیری کرونا کاربرد داشت.

## جوایز و افتخارات
دانشور در سال ۱۳۹۷ از سوی اتاق بازرگانی ایران به‌عنوان یکی از نمایندگان ایران به ترکیه اعزام شد و موفق به کسب جایزهٔ کارآفرین جوان از کنفدراسیون اتاق‌های بازرگانی و صنعت آسیا و اقیانوسیه شد.